# Putin huylo!
|  | Sammenskrivningsforslag Artiklerne [[Den russisk-ukrainske krig]], Putin huylo! er foreslået sammenskrevet. (Siden december 2023) Diskutér forslaget |

"Putin huylo!" (ukrainsk: Путiн хуйло, Russian: Путин хуйло, IPA: ['putʲɪn xʊj'lo], dansk betydning: "Putin er et pikhoved" eller tilsvarende) er en ukrainsk fodboldsang om den russiske præsident Vladimir Putin. Den blev populær udenfor fodboldkredse i forbindelse med den russiske militære intervention i Ukraine i 2014. Sangen blev oprindeligt sunget af fans af fodboldklubben FC Metalist Kharkiv, men fik ved den russiske intervention bred national opmærksomhed. 
.
Putin huylo!
la-la-la-la-la-la-la-la
la-la-la-la-la-la-la-la
la-la-la-la-la-la-la-la